# Монино (Смоленская область)
Мо́нино   — деревня  в  Смоленской области России,  в Глинковском районе. По состоянию на 2007 год постоянного населения не имеет.  Расположена в центральной части области  в 14 км к северо-востоку от села Глинка,  в 8 км западнее  автодороги Р137 Сафоново — Рославль. В 12 км южнее деревни железнодорожная станция Нежода на линии Смоленск  - Сухиничи. Входит в состав Глинковского сельского поселения.

## История
В годы Великой Отечественной войны деревня была оккупирована гитлеровскими войсками в июле 1941 года, освобождена в ходе Ельнинско-Дорогобужской операции в 1943 году.